# Ptáčovský kopeček
Ptáčovský kopeček är en kulle i Tjeckien.   Den ligger i regionen Vysočina, i den centrala delen av landet, 140 km sydost om huvudstaden Prag. Toppen på Ptáčovský kopeček är 448 meter över havet.
Terrängen runt Ptáčovský kopeček är platt.Runt Ptáčovský kopeček är det ganska tätbefolkat, med 56 invånare per kvadratkilometer. Närmaste större samhälle är Třebíč, 4,2 km sydväst om Ptáčovský kopeček. Trakten runt Ptáčovský kopeček består till största delen av jordbruksmark.